# Vereniging voor Vreemdelingenverkeer

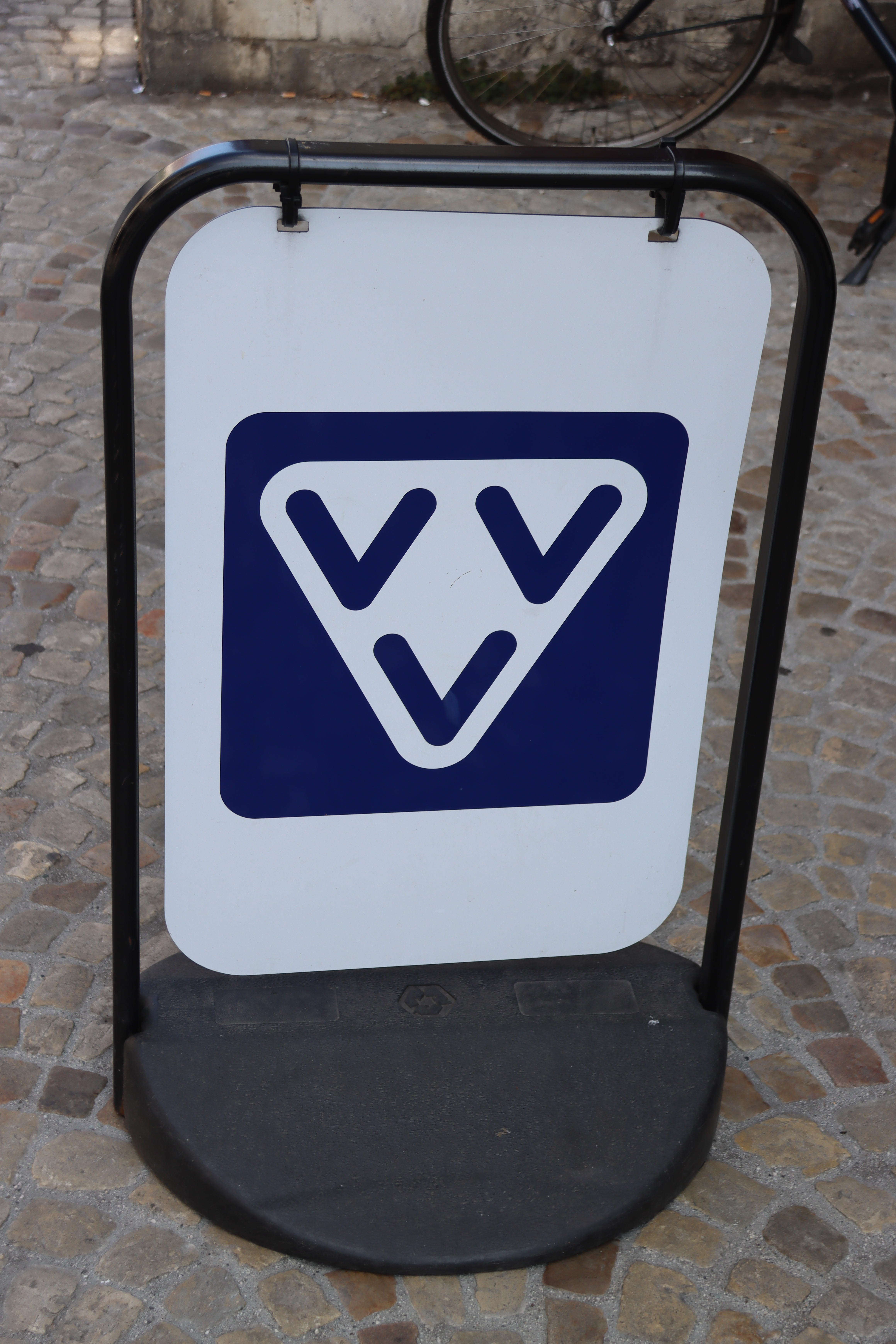
VVV Bergen op Zoom

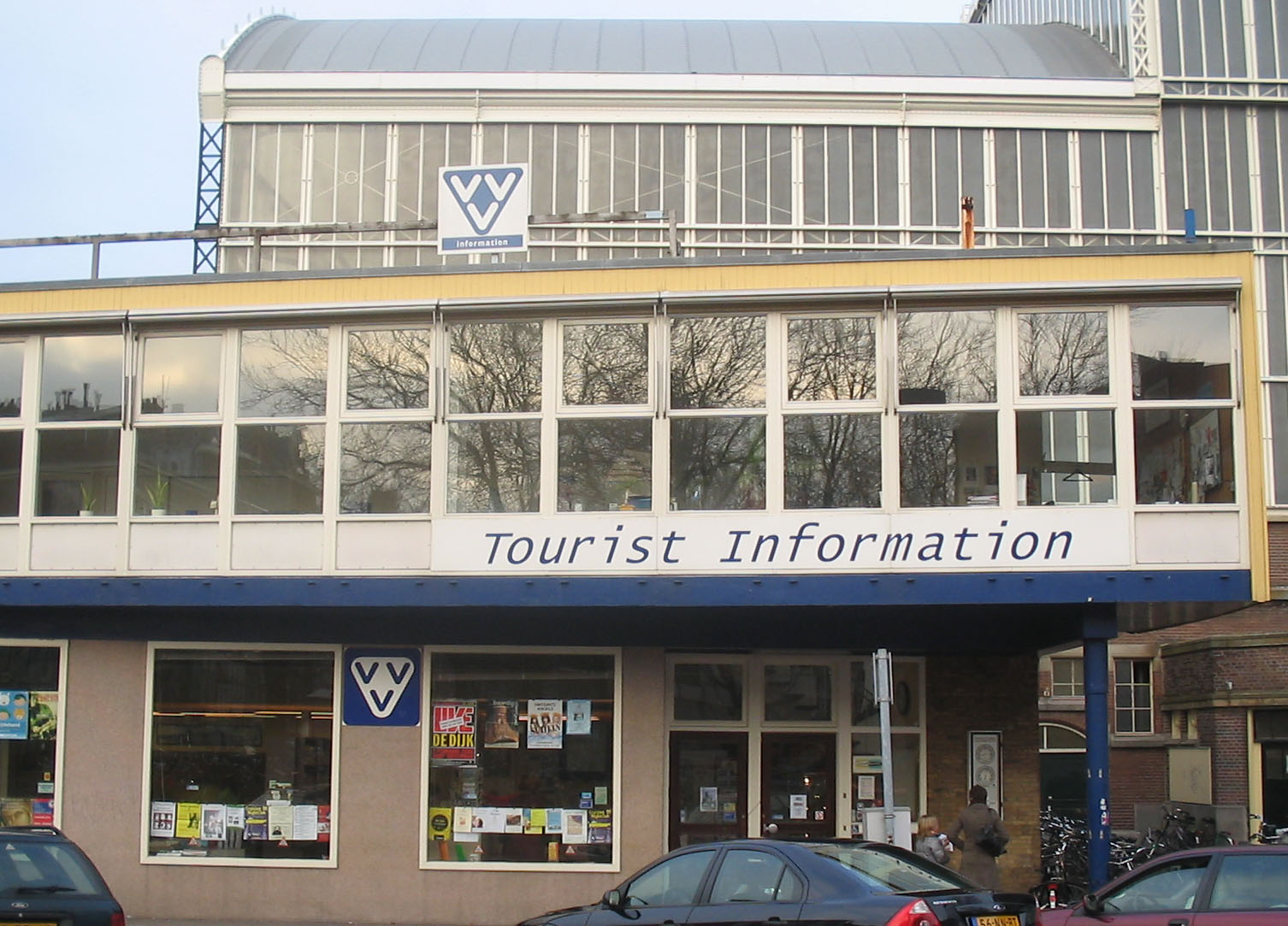
Voormalige VVV-vestiging Haarlem

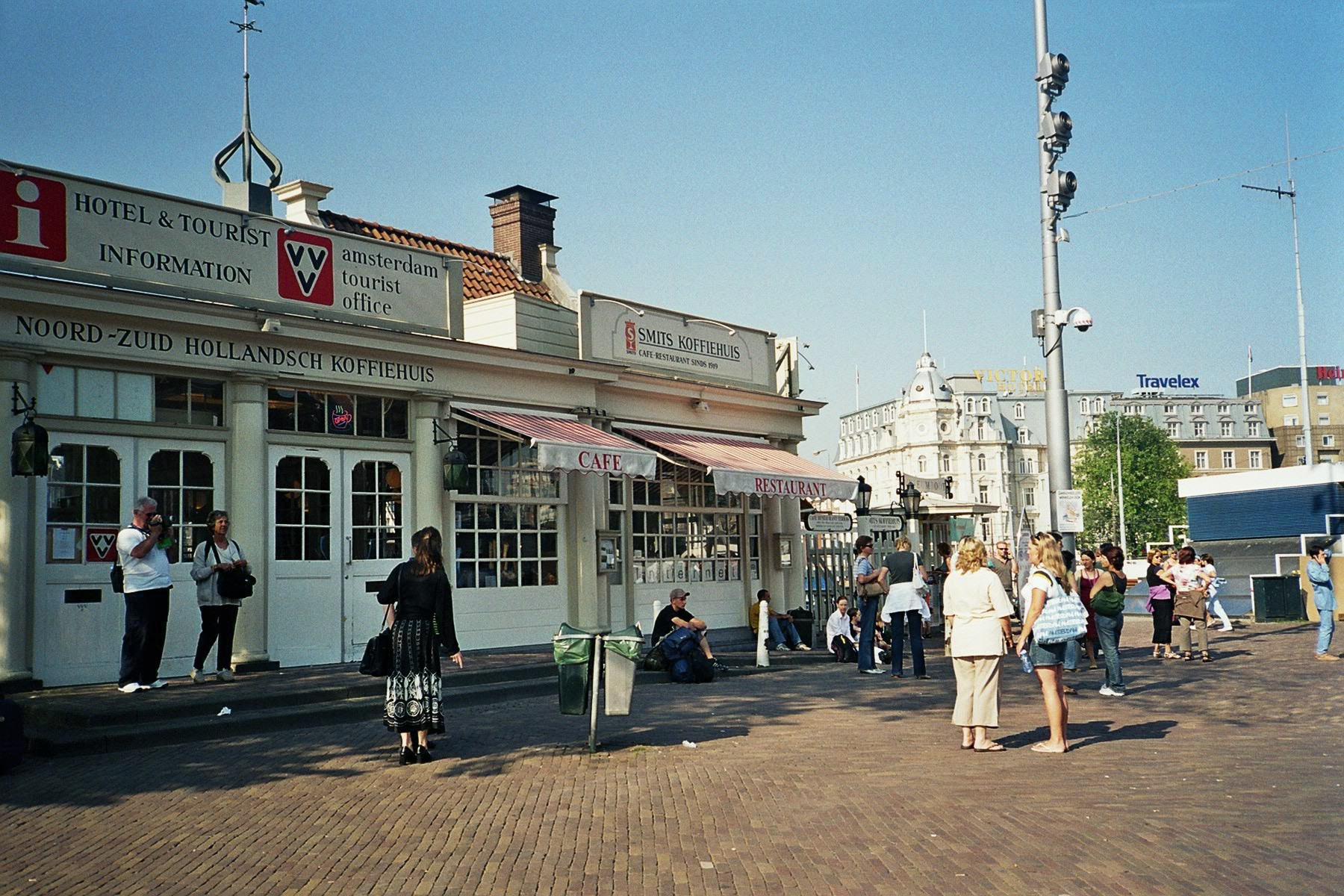
Noord-Zuid-Hollands Koffiehuis tegenover het Centraal Station van Amsterdam

De Vereniging voor Vreemdelingenverkeer (kortweg VVV genoemd) is een organisatie in Nederland waarin plaatselijke of regionale recreatiebedrijven en -instanties samenwerken om het toerisme naar de betreffende plaats of regio te bevorderen. De VVV's geven bezoekers informatie over de betreffende locatie en bemiddelen bij het reserveren van overnachtingen en dergelijke. Daarnaast trachten zij het toerisme verder te ontwikkelen.
De inkomstenbron bestaat uit de verkoop van artikelen als kaarten, gidsen, cadeaubonnen en souvenirs. Daarnaast dragen de deelnemende recreatiebedrijven als vertegenwoordigde gemeenten financieel bij aan de VVV-activiteiten.
In Nederland worden de individuele VVV's overkoepeld door VVV Nederland, dat functioneert als licentiegever van het VVV merk. In 2017 werd gestart met Kennisnetwerk Destinatie Nederland, een netwerk van 80
Destinatie- en Citymarketing organisaties.

## Geschiedenis
De eerste VVV werd in Nederland opgericht te Valkenburg aan de Geul in 1885. In Nederland bestonden in 1910 88 afdelingen van de VVV, waarbij in totaal 429 vestigingen waren aangesloten. Daarnaast waren er 11 Regionale Bureaus. Er waren 1300 medewerkers en 1000 vrijwilligers.

### Amsterdam
In Amsterdam was sinds 1883 de Vereeniging tot bevordering van het Vreemdelingenverkeer werkzaam. Niet iedereen was hiermee tevreden, want in 1902 werd naast deze vereniging een nieuwe vereniging opgericht: 't Koggeschip. In 1919 fuseerden deze twee verenigingen tot de Vereeniging tot bevordering van het Vreemdelingenverkeer 't Koggeschip. Deze vereniging behartigde de plaatselijke belangen door het organiseren van feesten, wedstrijden en orgelconcerten. In 1937 werd de Vereeniging tot bevordering van het Vreemdelingenverkeer "Amsterdam" (V.V.V.) opgericht. Deze nieuwe vereniging kreeg steun van zowel de gemeente Amsterdam als de plaatselijk Kamer van Koophandel en later ook het bedrijfsleven. Sinds 2013 is Amsterdam Marketing, als citymarketingorganisatie van de stad Amsterdam verantwoordelijk voor de VVV’s op Schiphol, op het Stationsplein (in het NZ-Hollands Koffiehuis tegenover het Centraal Station) en in de IJhal van het Centraal Station (Iamsterdam Store/Visitorcenter/VVV). Daarnaast coördineert Amsterdam Marketing ook een aantal VVV-locaties in de metropool Amsterdam.

## Duitsland
Organisaties vergelijkbaar met een VVV heten in het Duitse taalgebied vaak Verkehrsverein of Touristik-Verein.  De VVV van Burgdorf (Hannover) heeft toevallig echter ook de afkorting VVV.  Het begrip moet niet worden verward met Verkehrs-Verband. Een dergelijke organisatie gaat doorgaans over lokaal en regionaal vervoer, o.a. openbaar vervoer per bus.